# Mannequin enfant

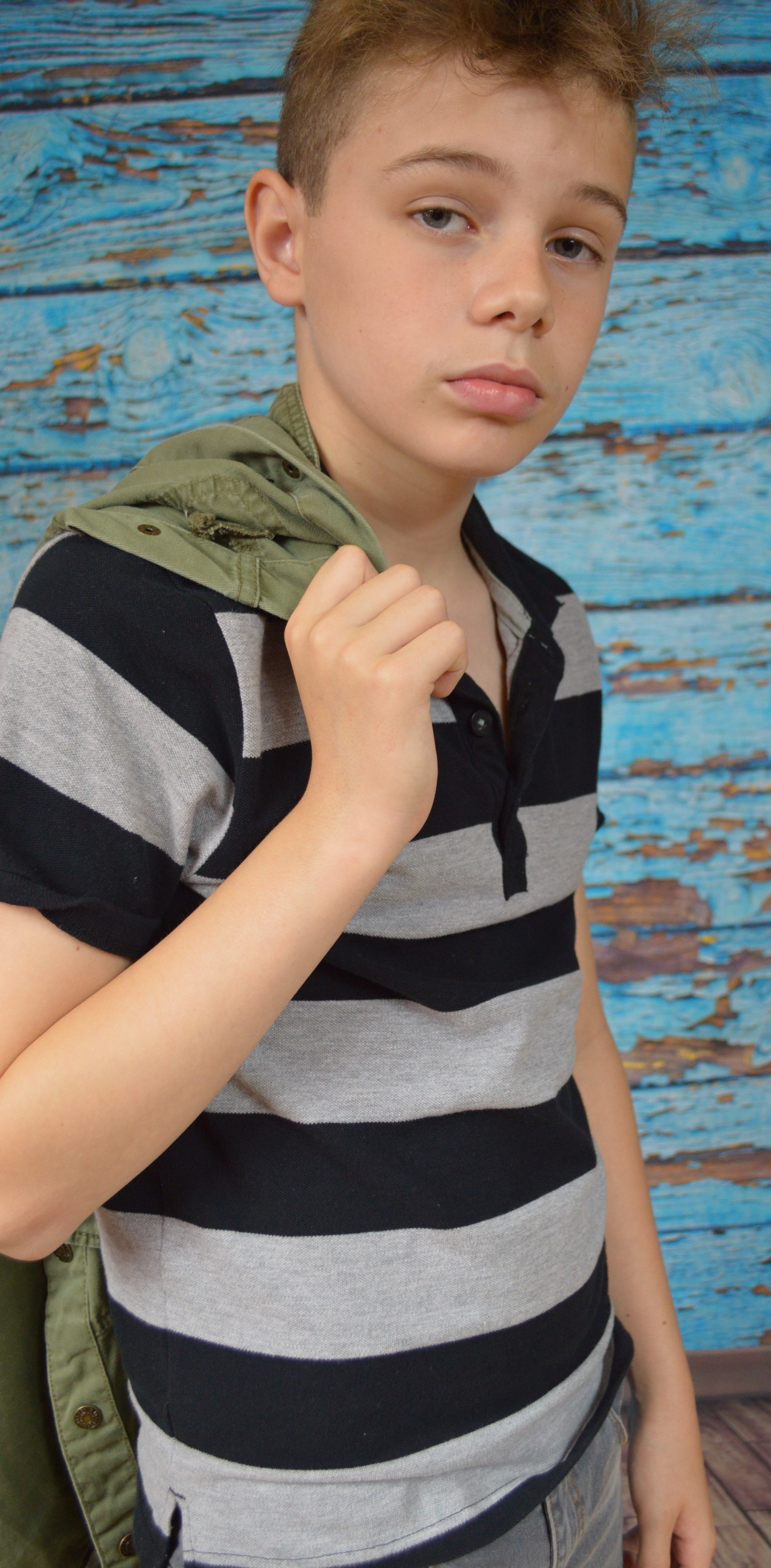
Les mannequins enfants sont employés dans les domaines commerciaux, souvent parce qu'ils évoquent l'innocence et la vulnérabilité.

Un mannequin enfant désigne un enfant employé à des fins promotionnelles, publicitaires ou commerciaux (notamment les vêtements de mode). Le terme peut également être utilisé dans le domaine des arts comme la photographie, la peinture et la sculpture.

## Pratiques
Des artistes ont souvent utilisé des enfants en guise de modèle ou de mannequin pour leurs œuvres au fil des siècles. Le mannequinat des enfants s'est par la suite étendu pendant des décennies à la suite de sa réussite commerciale. Certaines jeunes actrices, notamment Katherine Heigl, Lindsay Lohan, Zendaya, Bella Thorne et Brooke Shields ont commencé leur carrière en tant qu'enfant mannequin. L'ouvrage intitulé Lisanne: A Young Model présente la vie de Lisanne Falk (en), une collègue de Brooke Shields ayant travaillé à ses côtés à l'agence Ford durant la fin des années 1970. Falk, comme pour Shields, trouve le succès en posant pour des couvertures de magazine, notamment Seventeen dans les rubriques de la mode et des publicités. Les deux modèles apparaissent en 1977 dans les catalogues de Sears et Montgomery Ward. Falk, comme pour Shields, passent rapidement du mannequinat aux tournages dans les films. La modèle australienne Morgan Featherstone a, de son côté, remporté un franc succès dans le domaine du mannequinat, mais elle a particulièrement été critiquée car elle paraissait plus vieille que son âge.
Ce succès attribué au mannequinat des enfants attire de nombreux enfants (et leurs parents). Dans la pratique, le mannequinat est réservé aux enfants qui ont déjà travaillé dans le domaine et qui ont par la suite acquis de l'expérience dans ce métier. De plus, il est possible pour un enfant d'être engagé en tant que mannequin en contactant directement une agence de mannequinat. À certaines occasions, un enfant peut être découvert dans le public par un agent qui peut être intéressé si celui-ci possède les qualités requises comme notamment être en compétition dans des concours de beauté et participer à des séances photo.

## Arnaques
Une agence de mannequinat réputée ne requiert aucun paiement à l'avance avant d'accepter un nouveau modèle. De nombreuses arnaques peuvent être identifiées notamment en signant un contrat avec des « clauses standards » suspicieuses. Habituellement, ces agences réclament de l'argent de la part du mannequin enfant. Il existe de nombreux sites spécifiques exposent des détails sur les différentes façons d'éviter les arnaques.